# An An (杂志)
An An是一份日本女性杂志，而且每周出版。它是日本最早、最受欢迎的女性杂志之一。  该杂志总部位于东京。 
该杂志起初是法国杂志Elle的姊妹刊物，而且名为Elle Japon。 该杂志第一期于1970年3月20日出版。  1982年，该杂志更名为An An，  而且轉型成日本女性雜志。 20世纪90年代末，An An每两周出版一次。 